# 維什諾皮爾 (赫梅利尼茨基州)
49°51′55″N 27°35′15″E / 49.86528°N 27.58750°E
維什諾皮爾（羅馬化：Vyshnopil）是位於烏克蘭西部的村莊，由赫梅利尼茨基州裡赫梅利尼茨基區的舊奧斯特羅皮利市鎮負責管轄。該村面積2.02平方公里，海拔高度268米，2001年人口714，人口密度每平方公里353.6人。